# Fusil Mannlicher M1895

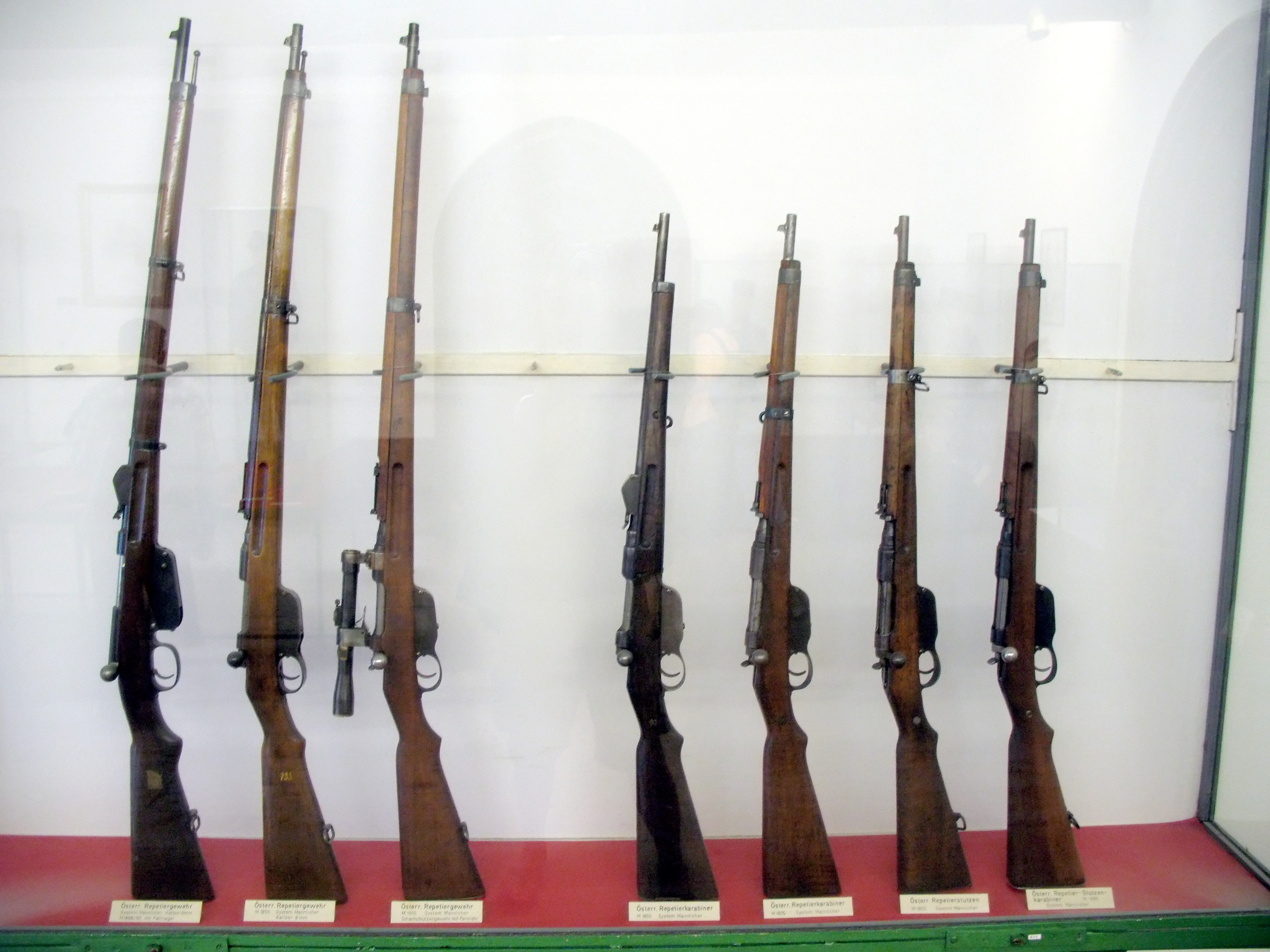
La famille des fusils Steyr M1895

Les fusils à verrou Steyr-Mannlicher Repetier Gewehr M95 (fusil à répétition Modèle 1895) furent réglementaires en Autriche-Hongrie durant la Première Guerre mondiale. Ils furent modernisés par leurs utilisateurs (Allemagne, Autriche, Bulgarie, Grèce, Hongrie, Italie, Pays-Bas et Yougoslavie) durant les années 1920-1930 et connurent à nouveau le front durant la Seconde Guerre mondiale.

## Présentation

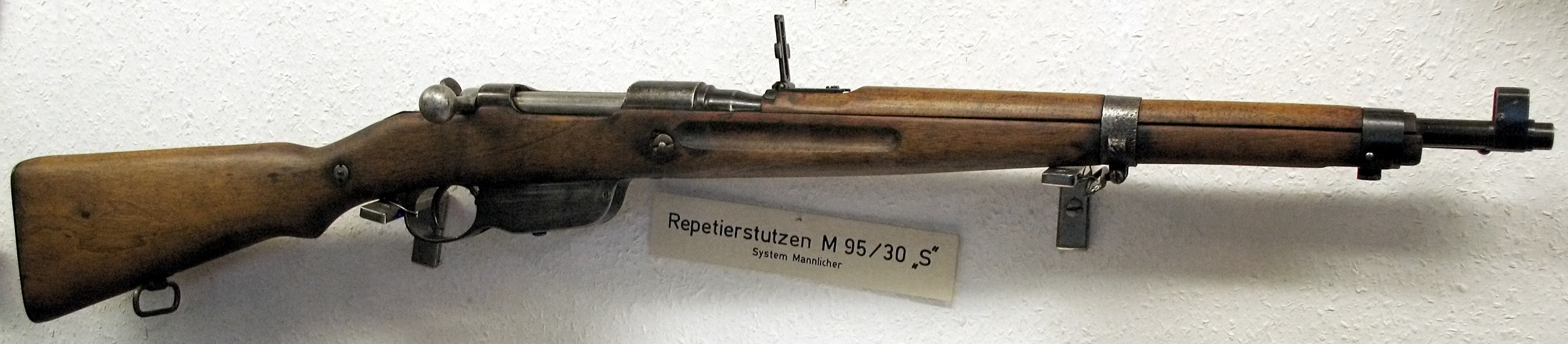
Le Mannlicher Mle 1895.

Créé par Ferdinand von Mannlicher, le fusil M95 était construit en bois et en acier usiné. Son mécanisme utilise un verrou à mouvement rectiligne. Son magasin vertical alimenté par lame-chargeur de cinq cartouches était solidaire du pontet et dépassait sous le fût. Il se retrouva dans toute l'Europe centrale et orientale, fabriqué par l'Autriche-Hongrie ou sous licence. Les fusils autrichiens furent fabriqués par Steyr (OEWG) et ceux de la Hongrie par FÉG à Budapest, ce qui se retrouva sur les marques des fusils (cependant identiques en tous points). Très solide et précis, et produits à plusieurs millions d'exemplaires, on retrouva des M-95 durant les deux guerres mondiales.
La famille du Mannlicher Modell 95 comprend :
- Le fusil M86 calibre 11 mm
- Le mousqueton de cavalerie 1893 adopté en Suisse fabriqué sous licence par la SIG
- Le fusil M90 et M88/90 (conversion du précédent)
- Le fusil M95 cal 8 × 50 R
- La carabine M95 cal 8 × 50 R
- Le fusil court M95 cal 8 × 50 R
- Le fusil M95/24 (conversion en 8 mm Mauser)
- Les fusils courts 95/30S (Autriche) et 95/31M (Hongrie) : conversion en 8 mm M30/M31
- Les fusils courts 95 modifiés en .22 lr pour l'entraînement des troupes portugaises

## Données numériques

### Fusil Mannlicher 1886
- Munition : 11 mm M1877
- Longueur totale : 130 cm
- Canon : 80 cm
- Masse du fusil vide : 4,5 kg
- Magasin : cinq cartouches

### Fusil Mannlicher 1888
- Munition : 8 mm M1888
- Longueur totale : 126 cm
- Canon : 75 cm
- Masse du fusil vide : 4,35 kg
- Magasin : cinq cartouches

### Fusil Mannlicher 1888/90
- Munition : 8 mm M1890
- Longueur totale : 126 cm
- Canon : 75 cm
- Masse du fusil vide : 4,35 kg
- Magasin : cinq cartouches

### Carabine Mannlicher 1890
- Munition : 8 mm M1890
- Longueur totale : 99 cm
- Canon : 48 cm
- Masse du fusil vide : 3,1 kg
- Magasin : cinq cartouches

### Fusil Mannlicher 1895
- Munition : 8X50R
- Longueur totale : 125 cm
- Canon : 75 cm
- Masse du fusil vide : 3,75 kg
- Magasin : cinq cartouches

### Fusil court Mannlicher 1895
- Munition : 8X50R
- Longueur totale : 99 cm
- Canon : 48 cm
- Masse du fusil vide : 3,4 kg
- Magasin : cinq cartouches

### Carabine Mannlicher 1895
- Munition : 8X50R
- Longueur totale : 99 cm
- Canon : 48 cm
- Masse du fusil vide : 3,1 kg
- Magasin : cinq cartouches

### Fusil court Mannlicher 30S (Autriche)/31M (Hongrie)
- Munition : 8X56R
- Longueur totale : 100 cm
- Canon : 48 cm
- Masse du fusil vide : 3,4 kg

### Fusil court Mannlicher 95/24
- Munition : 7,92 mm Mauser
- Longueur totale : 99 cm
- Canon : 48 cm
- Masse du fusil vide : 3,1 kg

## Munitions
- 8 mm Mannlicher